# 竜ヶ池 (鈴鹿市)
竜ヶ池（りゅうがいけ）は、三重県鈴鹿市にある池。

## 地理
鈴鹿市西部の伊船町、一級河川・鈴鹿川水系御幣川左岸に位置する。江戸時代、寛文5年（1665年）に農業用のため池として建設された人工の池である。面積3.2ヘクタール、周囲長約1キロメートル余り。工事は当地の庄屋・真弓長左衛門のもと施工された。池名は築造の際に人柱となった娘・お竜から。

## 歴史
江戸時代、寛文5年（1665年）、当時の伊船村大庄屋・真弓長左衛門のもと、ため池が築造された。池は村の東にある畑ヶ田の谷を流れる川をせき止めて造られたもので、この工事に際し長左衛門は伊勢亀山藩に対し1万人もの人夫を請求した。庄屋のお茶くみとして働いていた美人の娘・お竜を人柱に据えたことで、難航していた工事が完成へと導かれた。池の名は娘の名をとって「竜ヶ池」と名付けられた。
寛文7年（1667年）には長左衛門が藩に3,000人の人夫を請求し、御幣川の水を池に引き入れるための用水路1.3キロメートルを施工。これにより池の水が涸れる心配がなくなり、水不足で荒地となっていた当地には田畑や民家ができ、「伊船新田」と呼ばれるようになった。池の水は下流の広瀬・津賀・高宮といった地域を広く潤している。
村人たちは長左衛門を神として祀り、幕末の慶応元年（1865年）には藩から「真弓神社」という神号の使用が許可された。1960年（昭和35年）には人柱となったお竜の石碑が建立され、池の築造を扱った漫画形式の図書も刊行されている。

## 伝承
魚のこぶ
竜ヶ池には背中にこぶ（瘤）がある魚が棲むといわれている。人柱となったお竜は生前、作業員に配る弁当を背負って工事現場まで運ぶ役割を担っていた。背中にこぶのある魚の姿は、そうした往時のお竜を思い起こさせるものであった。

## 周辺
- 東名阪自動車道・鈴鹿インターチェンジ
- 鈴鹿市立深伊沢小学校
- 鈴鹿市立鈴峰中学校
- 富士フイルムマニュファクチャリング鈴鹿事業所
- 泰應寺
- 粟嶋大明神
- 鈴峰ゴルフ倶楽部
- 養泉寺
- 菅原神社
- 乗願寺
- 鈴峰郵便局

（出典）

## アクセス
公共交通機関
JR関西本線・加佐登駅から直線距離で5.911キロメートル。最寄りのバス停留所は「伊船口」。加佐登駅からC-BUS（鈴鹿市コミュニティバス）椿・平田線が運行されている。
自家用自動車
東名阪自動車道・鈴鹿インターチェンジ下車、国道306号・伊船バイパス沿い。